# Colles
|  | Aquest article tracta sobre els turons planetaris. Vegeu-ne altres significats a «colla». |

En astrogeologia, collis (plural colles, abr. CO) és una paraula llatina que significa «turó» que la Unió Astronòmica Internacional (UAI) utilitza per indicar un tret planetari superficial consistent en una agrupació de petits turons o pujols. El terme en singular (collis) no s'utilitza. És un terme regulat per la Unió Astronòmica Internacional que, en el cas de Venus, li assigna noms de deesses del mar. En són exemples Cydonia Colles a Mart, o Asherat Colles a Venus (a partir de la deessa del mar fenícia).